# Széles Viktória
Széles Viktória Bernadett (Budapest, 1993. július 21. –) labdarúgó, középpályás. Jelenleg a Viktória FC labdarúgója.

## Pályafutása
A Ferencvárosi TC csapatában kezdte a labdarúgást. Az élvonalban a Taksony SE csapatában mutatkozott be a 2010–11-es idényben, ahol tagja volt a bronzérmes csapatnak. A 2011–12-es idényben a Femina együttesében szerepelt. 2012 nyarán a Viktória csapatához szerződött.

## Sikerei, díjai
- Magyar bajnokság
  - 3.: 2010–11, 2012–13